# Лопатницы (село)
Лопатницы — село в Суздальском районе Владимирской области России, входит в состав Селецкого сельского поселения.

## География

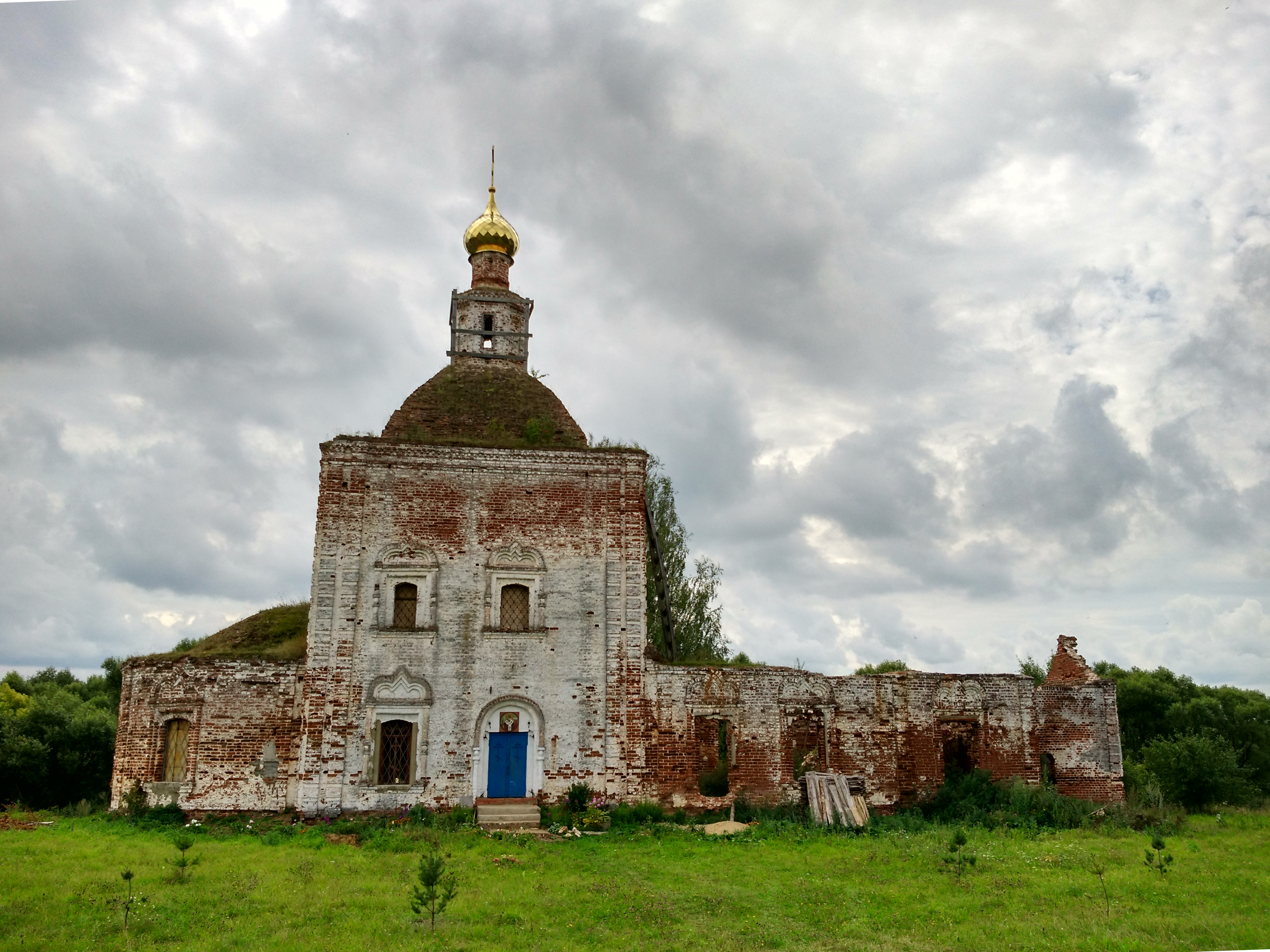
Церковь Николая Чудотворца. 2018 год

Село расположено в 10 км к северо-востоку от Суздаля, на реке Подекса. Через село проходит автодорога А-113 Кострома — Владимир (участок Суздаль — Иваново).

## История
Из старинных документов видно, что Лопатницы были вотчиной Великих Князей Московских. Один из владельцев села князь Иван Иванович в 1490 году уступил два луга Спасо-Евфимиеву монастырю. В грамотах XVI—XVIII веков село значится дворцовым селом Московских Князей и Царей. Так, в начале XVII столетия Лжедмитрий жалует «дворцовое село Лопатицы» инокине Александре, бывшей супруге князя Ивана Ивановича, сына Иоанна Грозного. Дворцовым имением Лопатницы значатся и в описи имений Удельного ведомства по Суздальскому уезду, составленной в 1731 году. В начале XVII столетия Лопатницы вместе со многими другими селами Суздальского уезда были разорены и разграблены поляками и литовцами.
Основание в селе церкви народное предание приписывает князю Лопатину. Предание передает, что этот князь имел в селе домовую церковь, а приходская находилась в Запрудье. В 1797 году на месте обветшалой деревянной церкви на средства прихожан была построена каменная с колокольней. В церкви было два престола: в холодной — в честь Святителя и Чудотворца Николая, в теплом приделе — во имя святых мучеников Флора и Лавра. В 1893 году приход состоял из села — 96 дворов и деревни Оликовой (15 дворов), мужчин — 328, женщин — 352. В селе с 1872 года существовала церковно-приходская школа.

## Население
| 1859 | 1926 |
| ---- | ---- |
| 470  | 680  |

| 1859 | 1905 | 1926 | 2002 | 2010 | 2021 |
| ---- | ---- | ---- | ---- | ---- | ---- |
| 470  | ↗584 | ↗680 | ↘205 | ↗235 | ↘220 |

## Достопримечательности
В селе находится памятник архитектуры — каменная церковь Николая Чудотворца (1797). Здание сильно пострадало за годы Советской власти.
На окраине села по берегу реки расположены памятники археологии — два древнерусских селища XII—XIII веков.